# Cuneo salino

Reazione di Ghyben-Herzberg

Si definisce intrusione marina o cuneo salino il movimento di acqua dal mare verso l’entroterra attraverso il sottosuolo. Le acque sotterranee dolci, essendo meno dense dell’acqua del mare (1 g/cm³ contro i 1,025 g/cm³), tendono a "galleggiarci" sopra. Nelle semplificazioni concettuali si ipotizza che l'acqua dolce si disponga sopra l'acqua salata definendo una linea di interfaccia netta. Nella realtà esiste una vera e propria zona di mescolamento o mixing zone, la cui ampiezza dipende da fenomeni di dispersione e diffusione molecolare sia verticali che orizzontali, dalle fluttuazioni marine e dagli interventi antropici. In condizioni naturali, dunque, l’intrusione marina può essere semplificata al fenomeno dell’intrusione laterale, ovvero la massa di acqua salata si infiltra nell'acquifero lateralmente dalla costa.
Solitamente è causato da un eccessivo pompaggio in un acquifero costiero, dalla siccità o dalla costruzione di canali di navigazione, oppure in seguito a mareggiate.
Fattori che incidono su questo fenomeno sono l'eterogeneità delle formazioni rocciose e le fluttuazioni del mare. In tale fenomeno l’eterogeneità del sistema geologico ha una notevole importanza, infatti crea variazioni spaziali nelle proprietà idrauliche del mezzo che controllano il trasporto e perturbano il moto del flusso a differente scala. Anche la scala dell’eterogeneità influisce sul fenomeno, infatti se su piccola scala, l’eterogeneità del mezzo ha una influenza minore sullo spessore della zona di interfaccia, macroscopiche variazioni creano vie preferenziali caratterizzate da moti anche molto rapidi. L’altro importante fattore è quello delle fluttuazioni del livello del mare, soprattutto in quelle aree esposte a forti variazioni stagionali dove sono importanti i fenomeni di marea.

## Effetto antropico
L'intervento antropico può rompere l'equilibrio naturale del sistema. Rientrano tra le influenze antropiche che provocano intrusione marina attività come il prelievo dall'acquifero di un volume idrico superiore o non commisurato alla ricarica totale, le modificazioni della linea di costa, l’urbanizzazione e la "cementificazione" del terreno, che riducono l’infiltrazione dell’acqua nel sottosuolo e quindi la ricarica naturale, lo scavo di canali o il loro approfondimento, e più in generale gli scavi eseguiti al livello piezometrico e la creazione di opere sotterranee. Il fattore che però più influenza il fenomeno dell’intrusione marina è il prelievo di acqua attraverso l’utilizzo di pozzi. Si parla di intrusione verticale. La massa di acqua salata, soggiacente alle acque dolci di falda, è richiamata verso l’alto da una depressione generata dall'estrazione da un pozzo di captazione. Si formano così quelli che vengono definiti "coni di intrusione". Il grado e l'estensione del cono di intrusione dipende da innumerevoli fattori, tra cui le proprietà idrogeologiche dell’acquifero, il tasso e la durata di prelievo, la posizione iniziale dell'interfaccia, il tasso di ricarica della zona, la geometria e le dimensioni del pozzo e la presenza di altri impianti di prelievo.

## Meccanismi idrologici
L'intrusione salina avviene quando l'acqua salata, più densa, viene richiamata dal mare negli acquiferi costieri.
Ciò avviene se si abbassa il livello della falda di acqua dolce, oppure se si innalza il livello medio del mare.
In entrambi i casi, diminuisce l'altezza della falda al di sopra del livello del mare e conseguentemente anche quella al di sotto del livello del mare: l'acqua salata sale di quota e si muove verso l'entroterra. La superficie di separazione tra acqua dolce e salata si chiama cuneo salino. Il pompaggio di acqua dolce dagli acquiferi costieri provoca un abbassamento del livello di falda; la costruzione di canali, o l'innalzamento del livello medio del mare provocato dal riscaldamento globale provocano ugualmente una risalita del cuneo salino.
La prima formulazione fisica fu fatta nel 1888 da W. Badon-Ghijben e, successivamente e in modo indipendente, da A. Herzberg (1901). La formula si chiama perciò "relazione di Ghyben-Herzberg", che si basa sull'equilibrio delle pressioni esercitate dall'acqua dolce e dall'acqua salata.
Nell'equazione
{\displaystyle z={\frac {\rho _{f}}{(\rho _{s}-\rho _{f})}}h}
lo spessore della zona satura di acqua dolce al di sopra del livello del mare è rappresentata con {\displaystyle h}, mentre con {\displaystyle z} è rappresentato lo spessore di acqua dolce al di sotto del livello del mare. I due spessori {\displaystyle h} e {\displaystyle z} sono legati dalle densità {\displaystyle \rho _{f}} e {\displaystyle \rho _{s}}, rispettivamente dell'acqua dolce e dell'acqua salata. Considerando una densità di 1 g/cm³ per l'acqua dolce e 1,025 g/cm³ per l'acqua salata l'equazione può quindi essere semplificata, e diventa:
{\displaystyle z\ =40h}.
Esempio: se il livello della falda di acqua dolce è di 1 m s.l.m., essa si estende per altri 40m al di sotto del livello medio del mare.
Le ipotesi alla base di tale formula però sono fortemente semplificate e in particolare non tengono conto che nella realtà la portata di acqua dolce si sversa in mare non da una sorgente puntiforme, ma attraverso una superficie. Il modello proposto da Glover nel 1959, per falda artesiana confinata superiormente da uno strato impermeabile orizzontale, tiene conto proprio di tale correzione.
Le formulazioni sopra descritte, però, si basano sull'ipotesi di immiscibilità dei fluidi. Nella realtà l'acqua dolce e l'acqua salata sono due liquidi perfettamente miscibili, per cui al posto di una interfaccia netta esiste una zona a salinità variabile detta zona di transizione. Inoltre esiste un movimento di acqua dolce verso il mare che non può essere trascurato. Si realizza quindi, almeno nelle zone più prossime alla costa, un cosiddetto "flusso ciclico" di acqua salata che entra nel continente e viene riportata a mare dal deflusso costiero. È Hubbert (1940) a definire una correzione alla formula di Ghyben-Herzberg. Hubbert introduce nella formula il concetto della non verticalità delle linee equipotenziali e del movimento ciclico succitato. La posizione dell’interfaccia dipende così da un carico idraulico maggiore di quello che si può misurare sulla sua verticale. Infatti nelle vicinanze della zona di deflusso, la minore sezione del corpo dolce comporta una inflessione delle linee di flusso e quindi una curvatura delle equipotenziali.

## Modellizzazione

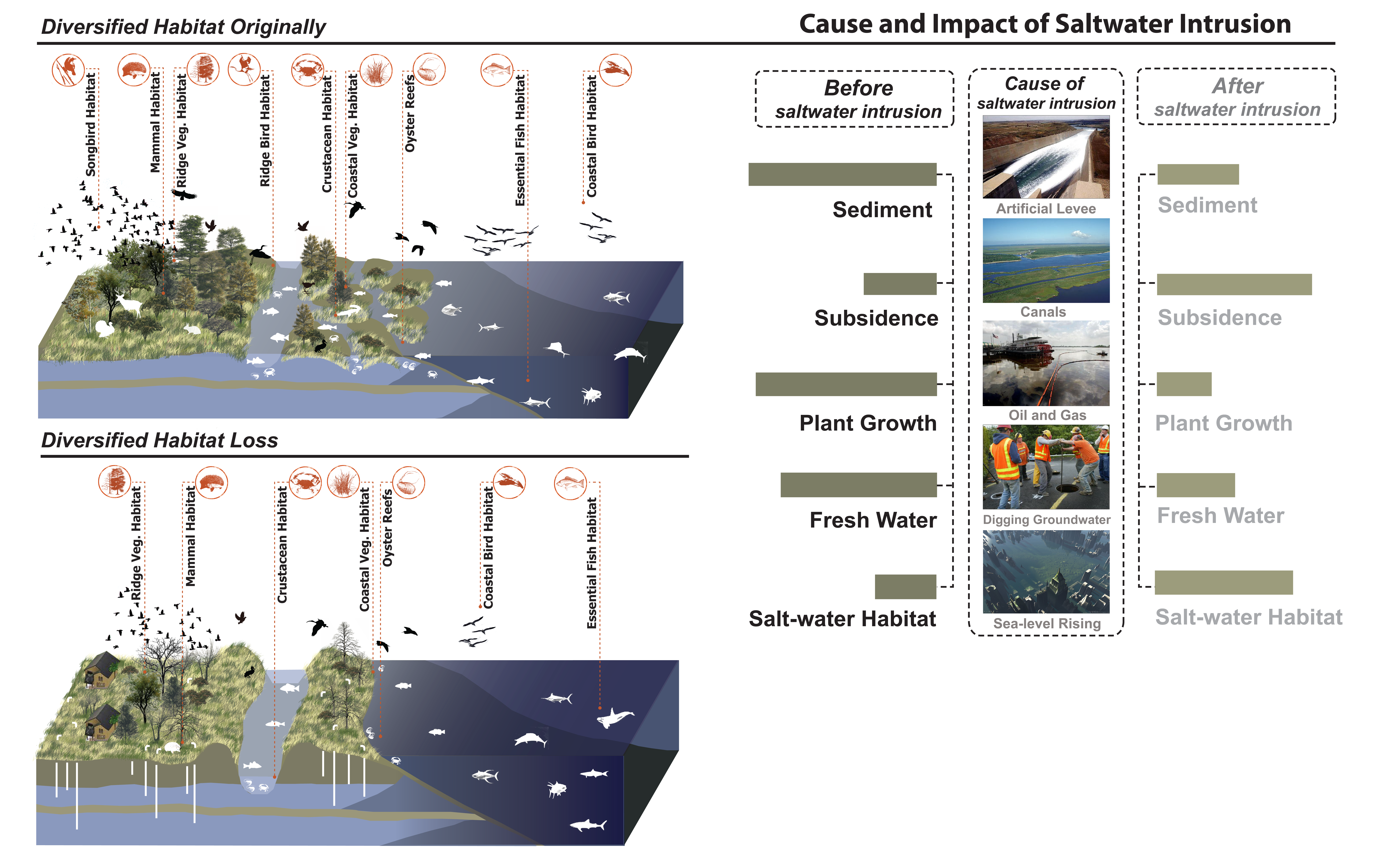
Cause ed impatti dell'intrusione salina

Le difficoltà di modellizzazione dell'intrusione salina sono:
- possibile presenza di fratture nell'acquifero costiero;
- presenza di eterogeneità idrauliche nell'acquifero costiero, che a livello locale hanno una grande influenza sull'intrusione salina ma che è difficile tenere in conto in un modello;
- la modifica delle proprietà idrauliche dell'acquifero a causa della precipitazione dei sali disciolti;
- lo scambio ionico, che rallenta sia l'avanzata che la ritirata del cuneo salino;
- la lentezza con cui si modifica il cuneo salino in seguito a modifiche del pompaggio, del regime di piogge, ecc.;
- la difficoltà di prevedere i cambiamenti climatici, che modificano sia il livello medio del mare che la ricarica dell'acquifero.